# 雨模様
「雨模様」（あまもよう）は、ツユの楽曲。13作目のデジタル配信限定シングルとしてポニーキャニオンより2022年9月28日に各音楽配信サービスにてリリースされた。

## 概要
前作『アンダーキッズ』のリリースから2ヶ月と1日ぶりのリリースとなる楽曲。
ミュージックビデオは、本作の配信開始日と同日、公開された。
2022年6月12日、日比谷野外大音楽堂にて開催された『ツユ 3rdアニバーサリーワンマンLive「雨模様」』のテーマ曲としてライブでのみ本楽曲を披露していたが、ライブ後に音源化を望む声が多く届いたことから配信シングルとしてリリースされた。

## 収録内容
| #         | タイトル   | 作詞・作曲・編曲 | 時間 |
| --------- | ---------- | ---------------- | ---- |
| 1.        | 「雨模様」 | ぷす             | 2:42 |
| 合計時間: | 合計時間:  | 合計時間:        | 2:42 |